# Gendun Rinchen
Gendun Rinchen (tibétain : དགེ་འདུན་རིན་ཆེན, Wylie : dge 'dun rin chen, Markham, Kham, Tibet 1947-) est un guide de voyage, militant des droits de l'homme et ancien prisonnier politique tibétain qui s'est exilé aux États-Unis.

## Biographie
Gendun Rinchen est né en 1947 à Markham, dans le Kham, une région est du Tibet. Vers 1957, il a dix ans quand ses parents s'enfuit avec lui en Inde où il rejoint l'école pour les réfugiés tibétains de Mussoorie. Avec le parrainage du Programme d'échanges universitaires Inde-Allemagne, il fut ingénieur en mécanique en Inde pendant 10 ans jusqu'en 1987. Quand ses parents retournèrent au Tibet, Gendun Rinchen les accompagna, tandis que son jeune frère resta en
Inde. Il a alors travaillé à Lhassa comme guide de voyage, d'abord pour le Lhasa Travel Service puis le China International Travel Service.
Durant les premières années suivant son retour, il a consacré une grande partie de son temps à nourrir sa mère atteinte d'un cancer jusqu'à sa mort en 1991. Gendun Rinchen fut profondément affecté par la mort d'environ 200 Tibétains lors des manifestations les trois ans et demi précédents, et était conscient des tortures subies par les milliers de personnes emprisonnés alors. Après la mort de sa mère, il se consacre de plus en plus à surveiller les violations des droits de l'homme.
En 1992, il guide Melissa Mathison et Harrison Ford lors de leur visite au Tibet. Le 13 mai 1993, deux jours après Lobsang Yonten qui subit le même sort, il est arrêté et détenu pour avoir tenté de fournir des lettres sur les droits de l'homme à une délégation de diplomates de l'Union européenne en mission d'évaluation des droits de l'homme,. Les ambassadeurs européens appellent à sa libération immédiate. Les deux hommes sont dénoncés publiquement par le gouvernement chinois comme « séparatistes » coupables de « vol de secrets d'État », un terme, que les autorités chinoises au Tibet utilisent pour le droit à l'information. En vertu du droit chinois, ils pouvaient être exécutés s'ils étaient considérés comme coupables.
Harrison Ford et Melissa Mathison jouent un rôle dans la campagne pour sa libération, notamment en appelant à sa libération sur la BBC World Service en juin 1993 et en publiant en septembre la même année dans le New York Times un op-ed intitulé Where is Gendun Rinchen? et signé par Melissa Mathison.
Des associations comme Amnesty International et le Centre pour la justice au Tibet se sont aussi mobilisés pour la libération de Gendun Rinchen.
Gendun Rinchen et Lobsang Yonten ont été détenus à l'isolement pendant 8 mois dans la prison de Seitru à Lhassa.
Lobsang Yonten et Gendun Rinchen sont libérés respectivement le 10 et 11 janvier 1994, ce qui a été décrit comme « étonnant » par un expert. Gendun Rinchen avait maigri, mais était en bonne santé. Selon Tibet Information Network, aucun des deux hommes n'a été torturé ou battu pendant leur détention, ce qui est également inhabituel pour des détenus tibétains. Toutefois, quand Lobsang Yonten est mort le 30 octobre 1994 après une longue maladie, le gouvernement tibétain en exil a affirmé qu'il avait été torturé.
Gendun Rinchen a continué à recueillir des rapports sur des cas de torture et de mauvais traitements au Tibet jusqu'à son exil au Népal en mai 1995. Après avoir gagné l'Inde, il rejoint les États-Unis en septembre 1995.
En mars 1996, il participa avec Jerry Brown, Harry Wu et Orville Schell (en) à un évènement à San Francisco en faveur du Centre pour la justice au Tibet.